# Ludwig Kaiser
Marcel Barthel (Pinneberg, 8 de julho de 1990) é um lutador profissional alemão. Ele trabalha atualmente para a WWE, onde atua na marca Raw sob o nome de ringue Ludwig Kaiser e também interpreta o luchador mascarado El Grande Americano, sendo o segundo lutador a assumir o personagem após Chad Gable. Como El Grande Americano, ele é o atual campeão Speed da WWE, em seu primeiro reinado.
Antes de chegar à WWE, lutou principalmente na Alemanha sob o nome de Axel Dieter Jr., notadamente para a Westside Xtreme Wrestling (wXw), e também na Progress Wrestling no Reino Unido. Na wXw, Dieter foi campeão mundial de duplas por duas vezes e campeão unificado mundial uma vez.

## Carreira na luta livre profissional

### Westside Xtreme Wrestling (2009, 2012–2019)
Barthel fez sua estreia na Westside Xtreme Wrestling (wXw) em janeiro de 2009, sob o nome de ringue Axel Dieter Jr., perdendo para Dan Marshall. O próximo combate de Dieter na wXw só ocorreria em julho de 2012, quando ele e Da Mack derrotaram Walter e Michael Isotov. Dieter e Da Mack formaram uma equipe regular, chamando-se "Hot & Spicy". Em 16 de novembro de 2013, eles derrotaram The AUTsiders (Walter e Robert Dreissker) para conquistar o Campeonato Mundial de Duplas da wXw. Dieter e Da Mack realizaram 7 defesas bem-sucedidas do título, vencendo equipes como The Sumerian Death Squad (Tommy End e Michael Dante), Forever Hooligans (Rocky Romero e Alex Koslov) e Kazuki Hashimoto e Ryuichi Kawakami. Eles eventualmente perderam os títulos para Matt Striker e Trent? em 15 de março de 2014, mas recuperaram os campeonatos em uma revanche no dia seguinte. Em 6 de abril de 2014, Dieter recebeu sua primeira oportunidade pelo Campeonato Shotgun da wXw, perdendo para Axel Tischer. Após mais de um ano como campeões de duplas da wXw, Dieter e Da Mack foram derrotados por French Flavour (Lucas Di Leo e Peter Fischer) em 18 de outubro de 2014, encerrando seu reinado. Em 22 de novembro, Dieter desafiou Walter pelo Campeonato Mundial Unificado da wXw, sem sucesso. Em fevereiro de 2015, Dieter participou da Four Nations Cup, derrotando Timothy Thatcher na final para ganhar o torneio. Em março, Dieter participou do 16 Carat Gold Tournament, derrotando Zack Sabre Jr. na semifinal para avançar à final, onde perdeu para Tommy End. Em outubro, após uma breve pausa, Hot & Spicy se reuniu novamente para participar do 2015 World Tag Team Tournament, chegando às semifinais, onde perderam para o reDRagon (Kyle O'Reilly e Bobby Fish). Em março de 2016, Dieter novamente participou do 16 Carat Gold Tournament, derrotando Drew Galloway na semifinal para avançar à final, onde perdeu para Sabre Jr., o homem que havia derrotado na semifinal do torneio do ano anterior. Em 2 de setembro, Dieter e Da Mack se enfrentaram, com Da Mack saindo vitorioso e retendo seu Campeonato Shotgun da wXw. No final de 2016, Dieter se juntou ao Ringkampf e, em 10 de dezembro, derrotou Marty Scurll para conquistar o Campeonato Mundial Unificado da wXw. Dieter manteve o título até março de 2017, quando foi derrotado por Jurn Simmons. Em abril, Dieter anunciou que deixaria a wXw para buscar novas oportunidades fora da Alemanha. Em 30 de abril, a wXw realizou um show de despedida para Dieter, intitulado "wXw Die Matte Ist Heilig: Farewell To Axel Dieter Junior". Em sua última luta como membro em tempo integral da wXw, ele fez equipe com o companheiro de Ringkampf, Walter, para derrotar Da Mack, seu parceiro de longa data, e Simmons, seu rival de longa data.
Devido ao relacionamento de trabalho da wXw com a WWE, Barthel pôde fazer aparições ocasionais pela promoção. No 17th Anniversary Show, em um segmento não televisionado, Barthel e Alexander Wolfe salvaram Walter e Timothy Thatcher depois que foram emboscados pelos membros do grupo Rise. Em 30 de outubro de 2018, foi confirmado que Barthel, sob o nome de Axel Dieter Jr., retornaria à wXw como parte do 18th Anniversary Show em 22 de dezembro. No evento, ele se uniu a Walter e Thatcher para derrotar o British Strong Style (Pete Dunne, Trent Seven e Tyler Bate). Em março de 2019, Barthel participou do 16 Carat Gold Tournament, derrotando Marius Al-Ani na primeira rodada antes de ser eliminado por Lucky Kid nas quartas de final. Na terceira noite do torneio, ele se reuniu com Da Mack e juntos derrotaram Jay FK (Jay Skillet e Francis Kaspin).

### Progress Wrestling (2017–2018)
Representando a wXw e o Ringkampf, Dieter fez sua estreia na Progress Wrestling no Reino Unido em 15 de janeiro de 2017, ao lado de Walter, derrotando The London Riots (James Davis e Rob Lynch). Eles retornaram à promoção em 29 de janeiro, perdendo para The South Pacific Power Trip (TK Cooper e Travis Banks). Em 19 de março, eles retornaram novamente, vencendo The Hunter Brothers (Jim e Lee Hunter). Em sua primeira luta individual, Dieter perdeu para Mark Haskins. Em 23 de abril, Dieter, Walter e Timothy Thatcher desafiaram sem sucesso o British Strong Style (Pete Dunne, Trent Seven e Tyler Bate) em uma luta de trios, válida por todos os campeonatos do British Strong Style.
Em 30 de dezembro de 2018, Barthel fez uma aparição surpresa no evento Unboxing da Progress, onde foi derrotado por Eddie Dennis.

### WWE (2017–presente)
Em 2017, após deixar a wXw, Barthel assinou com a WWE, atuando sob seu nome real e foi designado ao território de desenvolvimento da WWE, o NXT, em junho daquele ano, perdendo para Roderick Strong em um evento ao vivo. Em 8 de agosto de 2018, Barthel fez sua estreia na televisão do NXT, onde foi derrotado por Keith Lee. Em dezembro, Barthel formou uma equipe com Fabian Aichner, competindo tanto no NXT quanto no NXT UK. Posteriormente, eles se juntaram a Walter e Alexander Wolfe para formar o grupo Imperium. No episódio de 13 de maio de 2020 do NXT, Barthel e Aichner derrotaram Matt Riddle e Timothy Thatcher, conquistando o Campeonato de Duplas do NXT. Após defesas bem-sucedidas contra equipes como Oney Lorcan e Danny Burch e The Undisputed Era, a Imperium perdeu os títulos para Tyler Breeze e Fandango no episódio de 26 de agosto do NXT, encerrando seu reinado em 105 dias. Em 26 de outubro, no episódio especial de NXT: Halloween Havoc do NXT, Barthel e Aichner venceram MSK em uma luta Lumberjack para conquistar o Campeonato de Duplas do NXT pela segunda vez. Em 5 de dezembro, no NXT WarGames, defenderam com sucesso seus títulos contra Kyle O'Reilly e Von Wagner. Em 2 de abril de 2022, no NXT Stand & Deliver, perderam os títulos de volta para MSK em uma luta triple threat também envolvendo os Creed Brothers, encerrando seu reinado em 158 dias. A última aparição de Barthel no NXT foi no episódio de 5 de abril, quando ele e Aichner foram derrotados pelos Creed Brothers, com Aichner abandonando o combate.
No episódio de 8 de abril de SmackDown, Barthel estreou sob o novo nome de ringue, Ludwig Kaiser, com Walter, agora conhecido como Gunther, acompanhando-o em uma luta contra Joe Alonzo. O "Kaiser" em seu nome de ringue faz referência a Gustl Kaiser, um importante promotor de wrestling da época em que seu pai era lutador profissional. No episódio de 27 de maio de SmackDown, Kaiser fez sua primeira luta no plantel principal, formando equipe com Gunther para derrotar Drew Gulak e o campeão intercontinental Ricochet. Seguiu-se uma rivalidade com os Brawling Brutes, que resultou em duas lutas pelo campeonato intercontinental entre Gunther e Sheamus. Como parte do Draft da WWE de 2023, Kaiser e seus companheiros de grupo Imperium, Gunther e Giovanni Vinci (anteriormente Fabian Aichner), foram transferidos para a marca Raw. No episódio de 23 de abril de 2024 do Raw, Kaiser atacou Vinci após perder para The New Day.
No episódio de 30 de agosto de SmackDown, em seu país natal, a Alemanha, Kaiser respondeu ao desafio aberto de LA Knight pelo Campeonato dos Estados Unidos, mas não conseguiu conquistar o título.

## Outras mídias
Barthel fez sua estreia em video games como personagem jogável no WWE 2K22 e posteriormente apareceu no WWE 2K23, WWE 2K24 e WWE 2K25.

## Vida pessoal
Barthel é um lutador profissional de segunda geração, com seu pai lutando sob o nome de Axel Dieter. O pai de Barthel estava presente em sua primeira conquista de título na Westside Xtreme Wrestling (wXw), o Campeonato Mundial de Duplas da wXw. Após uma longa doença, Axel Dieter faleceu em setembro de 2015, aos 81 anos.
Desde 2022, Barthel está em um relacionamento com a lutadora profissional Jessica Woynilko, mais conhecida como Tiffany Stratton.

## Títulos e prêmios
- Catch Wrestling Norddeutschland
  - Tag Team Tournament (2009) – com Da Mack[56]
- European Wrestling Promotion
  - EWP Tag Team Championship (1 vez) – com Da Mack[57]
- Great Bear Promotions
  - Great Bear Grand Championship (1 vez)[58]
- German Stampede Wrestling
  - GSW Tag Team Championship (1 vez) – com Da Mack[59]
- Nordic Championship Wrestling
  - NFC First Fighter Championship (1 vez)[60]
  - International NCW Cruiserweight Championship (1 vez)[61]
  - First Fighter Tournament (2010)[62]
- Pro Wrestling Fighters
  - PWF North-European Championship (1 vez)[63]
- Pro Wrestling Illustrated
  - PWI o colocou na #240ª posição dos 500 melhores lutadores individuais em 2020
- Westside Xtreme Wrestling
  - Campeonato Mundial Unificado da wXw (1 vez)[64]
  - Campeonato Mundial de Duplas da wXw (2 vezes) – com Da Mack[65]
  - Mitteldeutschland Cup (2014)[66]
  - Four Nations Cup (2015)[67]
- WWE
  - Campeonato Speed da WWE (1 vez, atual)
  - Campeonato de Duplas do NXT (2 vezes) – com Fabian Aichner[68]